# 主人
| ウィキペディアには「主人」という見出しの百科事典記事はありません（タイトルに「主人」を含むページの一覧/「主人」で始まるページの一覧）。 代わりにウィクショナリーのページ「主人」が役に立つかもしれません。 |

- 夫（配偶者）への呼称や敬称のこと。「主人」や「ご主人」などがある。